# アイルランド・ウェスト空港

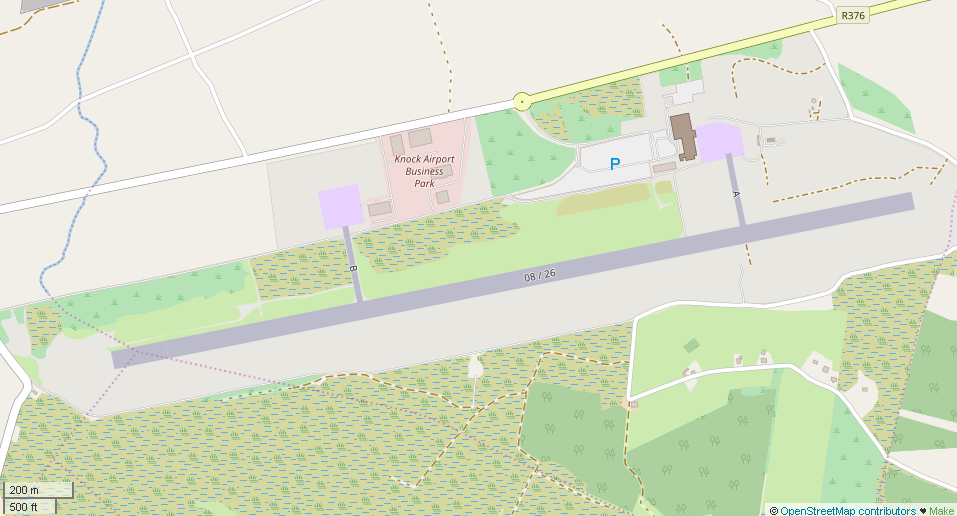
アイルランド・ウェスト空港の地図

アイルランド・ウェスト空港（アイルランド・ウェストくうこう、愛: Aerfort Iarthar Éireann Mhuire、英: Ireland West Airport）は、アイルランドのメイヨー県チャールズタウンにある国際空港。空港コードはNOC。

## 概要
アイルランド・ウェスト空港は、アイルランドのメイヨー県チャールズタウン中心部の南西5.6km、ノックの北20kmに位置する国際空港である。2017年には75万人の利用客を記録し、ダブリン空港、コーク空港、シャノン空港に次いでアイルランドで4番目に利用客数が多く、アイルランド島では5番目に多い。空港名の表記はほかに、
- ノック空港[1]
- アイルランド・ウェスト空港ノック[2]

などがある。

## 歴史
1985年10月25日にローマへの3機のエアリンガスのチャーター便で開港した。正式な開港は1986年5月30日であった。湿った地形の丘の上にあり、空港を建設するのは非現実的であると考えられていた。建設当時の主な動機は、ノック聖堂への巡礼者であった。霧が多すぎるとの批判にもかかわらず、モンシニョール・ジェームス・ホーランは主に政府による980万ポンドの助成金で、5年以内に空港を建設した。モンシニョール・ホーランは空港の開港直後に死亡し、葬式は当時名付けられていたホーラン国際空港で行われた。2013年5月5日にモンシニョール・ホーランの銅像が空港付近に建てられた。
1988年までに、10万人以上の乗客が利用した。アイルランドのフラッグ・キャリアであるエアリンガスは、1995年にバーミンガム線で当空港に就航した。

### 近年
2003年以降、エアリンガス、マイトラベル航空、Bmibaby、ライアンエアー、エアーアラン（現ストバートエア）、Flybe、ルフトハンザドイツ航空、イージージェットなどがイギリスとヨーロッパ本土への路線を追加した。2005年までには、年間50万人の利用客を記録した。
2006年と2009年にアイルランド商工会議所によりアイルランドで最も評価の高い地域空港に選ばれた。
2007年5月にニューヨークとボストンへの大西洋横断路線が予定されており、フライグローブスパンが運航していた。
2008年には過去最高の629,000人の利用客数を記録し、前年比で13％増加した。
2009年4月にカテゴリIIの計器着陸装置を設置したことで、視界が悪く、空港は海抜200メートルにあるため、他の空港への迂回便の数が大幅に減少した。同年8月は3年間で最も忙しい月で、81,000人の乗客が利用した。8月28日に利用客数は4,500人を超え、当空港の歴史上最も利用客数が多い日となった。さらに2011年8月に、84,052人の利用客数を記録した。2011年はこれまでで最も利用客数が多く、654,553人の乗客が利用した。この年は、ライアンエアーが運営するランサローテ、テネリフェ、グラン・カナリア、およびFlybeが運営するエディンバラへの路線が始まったからである。2011年9月、ライアンエアーは空港を利用する400万人目の乗客を祝い、ルフトハンザドイツ航空は2012年5月にデュッセルドルフへの週1便の飛行を開始すると発表した。2011年11月、ライアンエアーは、2012年3月からパリ（ボーヴェ）、フランクフルト（ハーン）、ベルガモ（オーリオ・アル・セーリオ）、ジローナ（コスタ・ブラバ）への運航を発表した。2012年1月にFlybeがリーズへの運航を開始することにより、20路線目となる予定路線が発表された。Bmibabyは、2012年5月にインターナショナル・エアラインズ・グループ（IAG）による航空会社の買収により、6月10日からバーミンガムへの唯一の路線を廃止することを発表した。ライアンエアーのパリ（ボーヴェ・ティレ）とフランクフルト（ハーン）への路線はその後終了した。
2013年、ライアンエアーは毎週木曜日にマラガへの夏季路線を発表した。10月26日にATR 72で毎日運航していたバーミンガム線を引き継いだエアリンガス・リージョナルは、当路線の運航を廃止した。Flybeは、10月27日に週4便で当路線の運航を開始した。2013年10月31日、アイルランドの旅行税の廃止に伴い、ライアンエアーはノックからグラスゴー（プレストウィック）、カウナス、アイントホーフェンへの運航を発表した。しかし、すべての路線が2014年の第4四半期までに撤回された。
2015年8月16日、エアリンガスは、ニューヨーク大司教のティモシー枢機卿ドランと並んでニューヨーク大司教区の一員とともに、ボーイング757-200でアイルランド・ウェスト空港にとって最初の大西洋横断飛行を運航した。その後、ニューヨーク大司教は翌週、島全体（32県のすべて）をツアーした後、ノベナを実地した。
2018年8月26日にローマ教皇のフランシスコがアイルランド訪問の2日目にアイルランド・ウェスト空港を利用した。
2020年2月20日、エールフランスが引退した最初のエアバスA380（F-HPJB）が解体のため、ドイツのドレスデンから到着した。

## 政府の援助

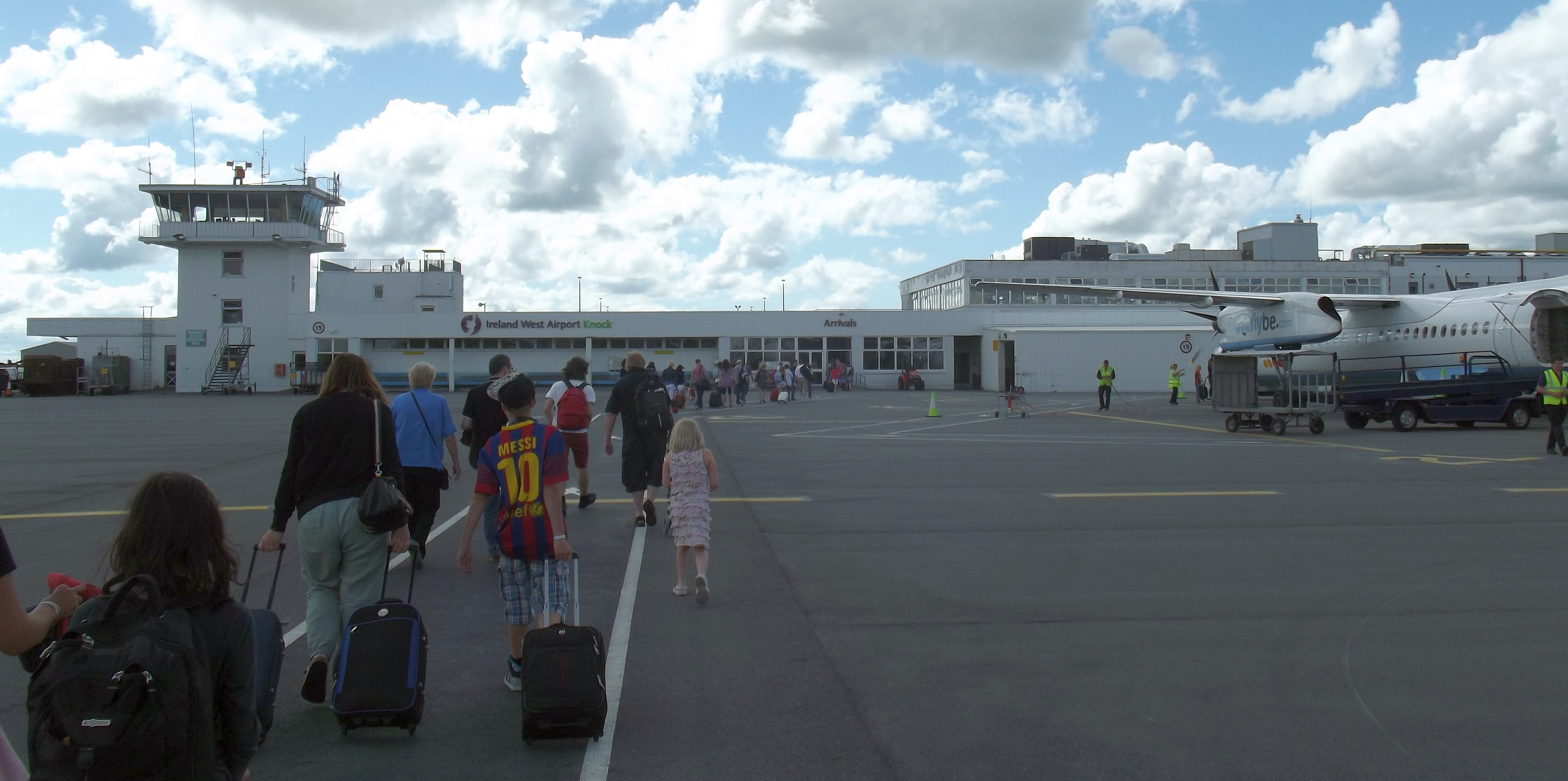
エプロンから見たターミナルビル（2013年）

空港のターミナルビルは主に総額98億5,800万ポンドの政府助成金によって賄われていた。空港の完成は、欧州連合（EU）からの130万ポンドの助成金によって賄われ、空港開発者の資金から同等の金額を提供したことを条件として支払われた。
2007年2月21日、アイルランド政府は2700万ユーロの資本供与を行っていると発表した。空港は、4,600万ユーロのインフラ投資の実施を継続し、2008年には2,000万ユーロ以上の支出が見込まれると述べた。同年、数々の重要な土木および建築系計画の作業が始まった。2009年4月にターミナルビルへの550万ユーロの増設が完了した。視界が悪い際の信頼性を高めるために、滑走路27にカテゴリーII計器着陸装置（CAT II ILS）の実装が完了した。滑走路安全区域（RESA）と滑走路のターンニングパッドの拡張は2009年3月に完了した。
12歳以上の出発旅客は、10ユーロの開発費を支払う。この料金は、空港の継続的な持続可能性に重要であり、開発作業をサポートするための重要な資金源としている。
2005年に、空港の名称がアイルランド・ウェスト空港ノックに変更された。2009年8月の時点で、航空情報出版と欧州航空航法安全機構の航空図には、当空港がアイルランド・ウェストと示されていた。

## 就航航空会社と就航都市
2020年6月現在の就航都市は以下の通り。

※ 語末の★は、格安航空会社 (LCC)
| 航空会社        | 就航地 |
| --------------- | --- |
| エアリンガス    | ロンドン/ガトウィック |
| ライアンエアー★ | ロンドン/スタンステッド、ロンドン/ルートン、ブリストル、イースト・ミッドランズ、リバプール・ジョン・レノン 季節運航:アリカンテ、パルマ・デ・マヨルカ、ファロ、ベルガモ、ボン、マラガ |
| アルバスター★   | 季節チャーター便:パルマ・デ・マヨルカ |

## 統計

### 旅客数
|  |

| 年   | 旅客数  |
| ---- | ------- |
| 1998 | 186,689 |
| 1999 | 197,358 |
| 2000 | 173,421 |
| 2001 | 203,000 |
| 2002 | 199,000 |
| 2003 | 247,000 |
| 2004 | 373,000 |
| 2005 | 530,084 |
| 2006 | 621,171 |
| 2007 | 556,357 |
| 2008 | 629,000 |
| 2009 | 607,228 |
| 2010 | 589,180 |
| 2011 | 654,553 |
| 2012 | 677,368 |
| 2013 | 665,558 |
| 2014 | 703,318 |
| 2015 | 684,671 |
| 2016 | 734,031 |
| 2017 | 749,499 |
| 2018 | 771,619 |
| 2019 | 805,443 |

### 旅客数が多い国際路線
| 順位             | 空港                     | 旅客数  | 前年比 |
| ---------------- | ------------------------ | ------- | ------ |
| 1                | ロンドン・スタンステッド | 155,936 | 01.8   |
| 2                | ロンドン・ルートン       | 132,739 | 00.3   |
| 3                | リバプール               | 84,870  | 00.6   |
| 4                | ロンドン・ガトウィック   | 82,198  | 04.9   |
| 5                | イースト・ミッドランズ   | 69,740  | 05.7   |
| 6                | マンチェスター           | 37,223  | 025.8  |
| 7                | ブリストル               | 35,218  | 027.2  |
| 8                | バーミンガム             | 33,164  | 012.4  |
| 9                | ファロ                   | 31,819  | 07.3   |
| 10               | エディンバラ             | 28,381  | 03.3   |
| 出典：中央統計局 |                          |         |        |

## 空港へのアクセス

### 道路
空港は国道N17号付近、ゴールウェイとスライゴの中間にある。また、国道N5号のウェストポート - ロングフォードロード線にも至近である。空港には、1,500台を超える短期および長期の駐車スペースがある。
キャッスルバーとバリナはどちらも38km離れており、スライゴまで54km、ゴールウェイまで89km、ダブリンまで220kmの距離である。

### バス
空港へは、以下のバスエールンの路線が運行されている。
- 64番線：ゴールウェイ - デリー/ロンドンデリー
- 440番線：アスローン - ウェストポート

### 鉄道
2020年現在、アイルランド・ウェスト空港への鉄道路線はない。最寄りのアイルランド国鉄の鉄道駅は、バリーハウニス（22km）、フォックスフォード（27km）、クレアモリス（31km）であり、各駅ともタクシーとバスで接続されている。

### タクシー
タクシーは、到着口の外にあるタクシー乗り場から利用できる。

### レンタカー
アイルランド・ウェスト空港には、バジェット、エイビス、ヨーロッパカー、ハーツなど、多くの国際的なレンタカー会社がある。

## 事故・事故関連
- アイルランドの航空事故調査部によると、2006年3月23日、ロンドン・ガトウィック空港からの到着前に、ライアンエアーのボーイング737-800が「CFITをかろうじて回避した」とされている。最初の進入では着陸装置とフラップを上げた状態で着陸進入を行った。その後、パイロットは2回目の進入を行い着陸した[25]。

## その他
- アイルランドのフォークシンガーソングライターのクリスティ・ムーアによる『Knock Song』はアイルランド・ウェスト空港の建設を主題にしている[26]。
- ミュージカルの『On a Wing and a Prayer』は、モンシニョール・ジェームス・ホーランの生涯と時代を扱っており、空港を建設するための長く困難な闘いに焦点を当てている。2010年11月25日、キャッスルバーのロイヤルシアターにて初演された[27]。
- 2021年に公開が予定されている映画『Wild Mountain Thyme』で2019年10月に当空港が使用された[28]。

### SNS
- アイルランド・ウェスト空港 (@Irelandwest) - X（旧Twitter）（英語）
- アイルランド・ウェスト空港 (IrelandWestKnock) - Facebook（英語）
- アイルランド・ウェスト空港 (@irelandwestairport) - Instagram（英語）

### 空中写真
- ウィキペディア Map Sources
  - 北緯53度54分37秒西経8度49分7秒
- 地図 - オープンストリートマップ